# Bloody Mess & The Skabs
Bloody Mess & The Skabs foi uma banda de punk rock formada no final dos anos 80 em Peoria, Illinois, pelo vocalista Bloody F. Mess e pelo baterista Gabby Skab. Eles ganharam reconhecimento nacional através das entrevistas pela televisão com Phil Donahue e Rolanda Watt, durante a turnê "Hated in the Nation Tour", de G.G. Allin. A banda também apareceu no programa de TV inglês, Passengers. A banda assinou com a Black and Blue Records no final dos anos 80.
Bloody Mess & The Skabs ficaram famosos também por usarem obras de John Wayne Gacy e de Kenneth Bianchi no lançamento de seu álbum.

## Discografia

### Álbuns
- Bloody Mess & The Skabs (EP) (1989) (Mephisto Records)
- 6TH Grade Field Trip (1991) (Black & Blue Records)
- Empty (1993) (EP) (Black & Blue Records)
- Hungover & Stoned (1994) (Black & Blue Records)
- LIVE (EP) (1994) (No Risk No Fun Records (Germany))
- Bloody & The Country Trash Punks (EP) (1995) (Baloney Shrapnel Records)
- A Dog Bisquit For Sick Puppies (EP) (1995) (Black & Blue Records)

### Compilação e Faixas Escolhidas Pela Banda
- Bands Only A Mutha Could Love (1988) (Mutha Records)
- Music To Make Your Ears Hurt (1990) (Black & Blue Records)
- BBLLEEAAUURGHH(1991) (Slap-A-Ham Records)
- The Bloody Years (1994) (Black & Blue Records)
- Music To Make Your Ears Hurt Too (1994) (Black & Blue Records)
- All For One…One For All (1995) (Grand Theft Audio Records)